# Brunhes-Matuyama-Umkehr

Geomagnetische Polaritäten im Oberen Känozoikum. Schwarze Abschnitte entsprechen der heutigen Ausrichtung des Erdmagnetfelds, weiße Abschnitte der umgekehrten Ausrichtung.

Die Brunhes-Matuyama-Umkehr ist der geomagnetische Polsprung zwischen den nach Motonori Matuyama bzw. Bernard Brunhes benannten magnetostratigraphischen Chrons vor rund 780.000 Jahren. Das Brunhes-Chron dauert an, denn seither gab es lediglich kurze geomagnetische Exkursionen, von denen sieben bekannt sind.
Innerhalb des Pleistozäns definiert die Brunhes-Matuyama-Umkehr die Grenze zwischen dem Altpleistozän und Mittelpleistozän und wird daher auch als Matuyama-Brunhes-Grenze bezeichnet.
Bislang gingen Forscher davon aus, dass die Umkehr eine relativ langsame Entwicklung war, die mehrere Jahrtausende dauerte. Nach einer Argon-Argon-Datierung von Ascheschichten, die in Sedimentgestein nahe Rom die Brunhes-Matuyama-Umkehr eng unter- und überlagern, vollzog sich der Polsprung jedoch innerhalb von weniger als 100 Jahren. Damit ist die Brunhes-Matuyama-Umkehr kürzer als etwa das Laschamp-Ereignis vor gut 41.000 Jahren, bei dem die Polsprünge jeweils 250 Jahre dauerten und die Polarität für rund 440 Jahre umgekehrt war, allerdings mit einer Feldstärke von nur bis zu 25 % des normalen Wertes.